# Platambus
Platambus là một chi bọ cánh cứng bản địa của miền Cổ bắc, bao gồm châu Âu, Near East và Bắc Phi..

## Hình ảnh

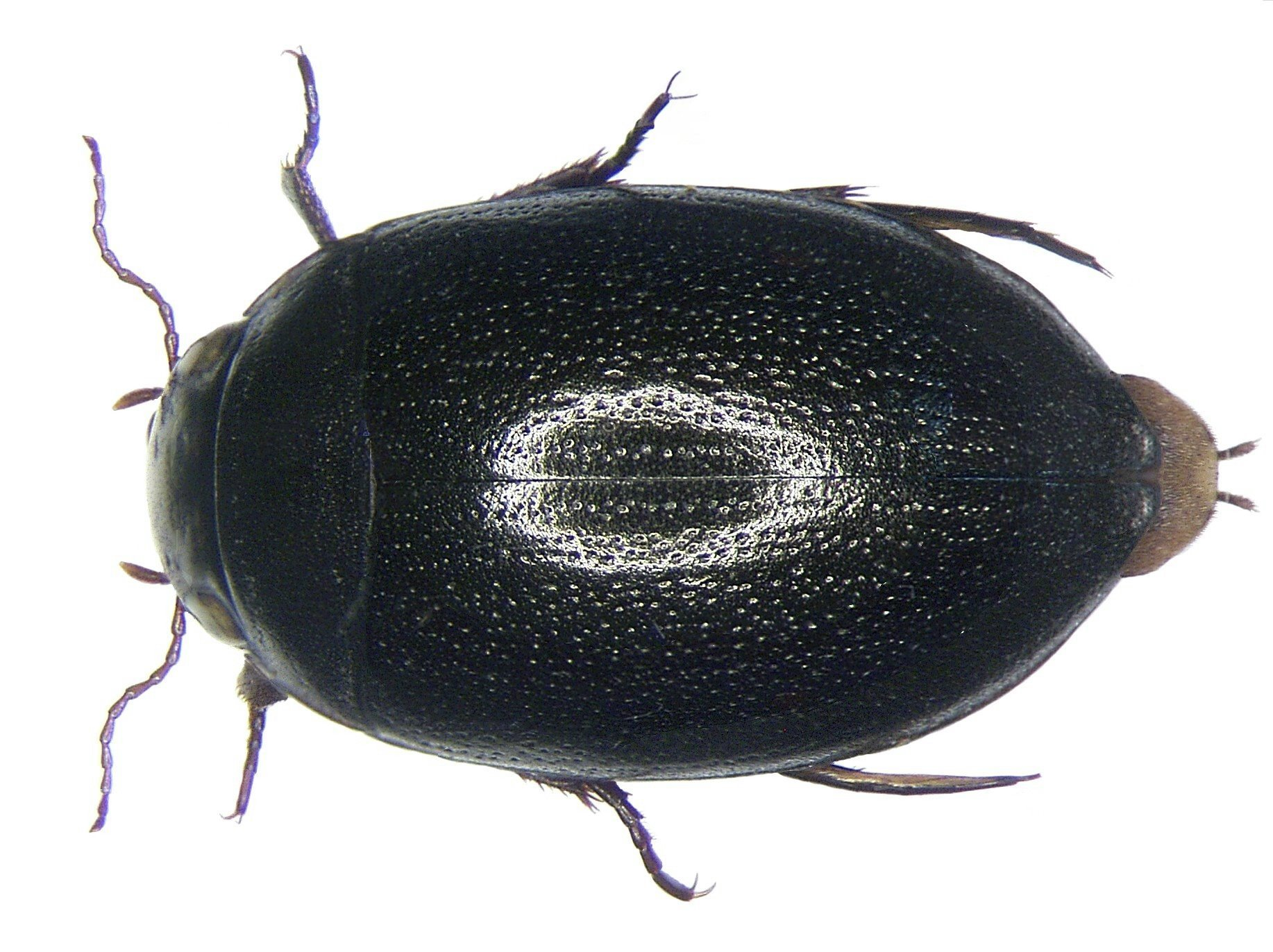
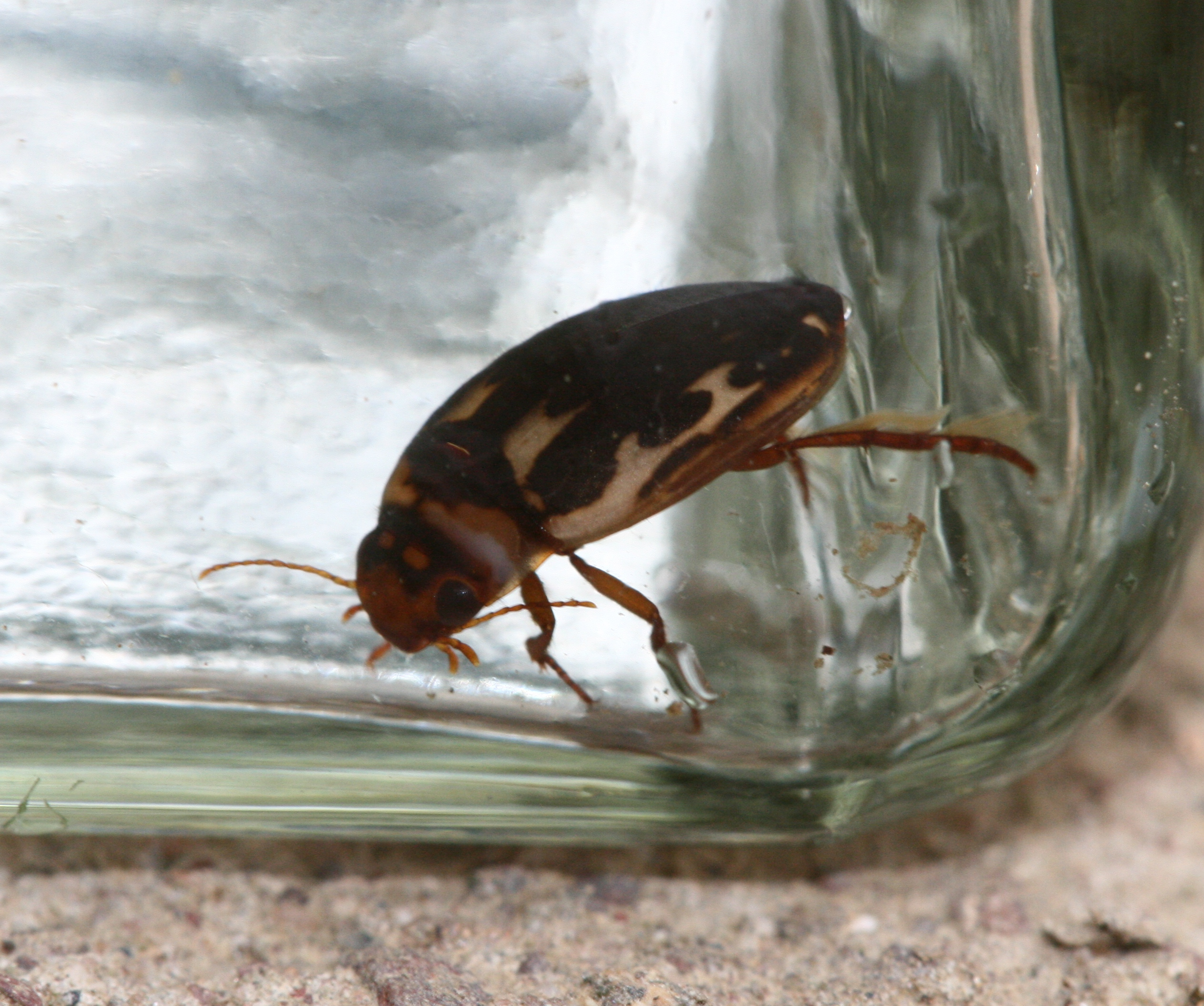
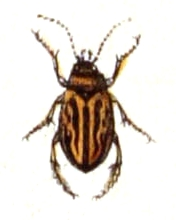
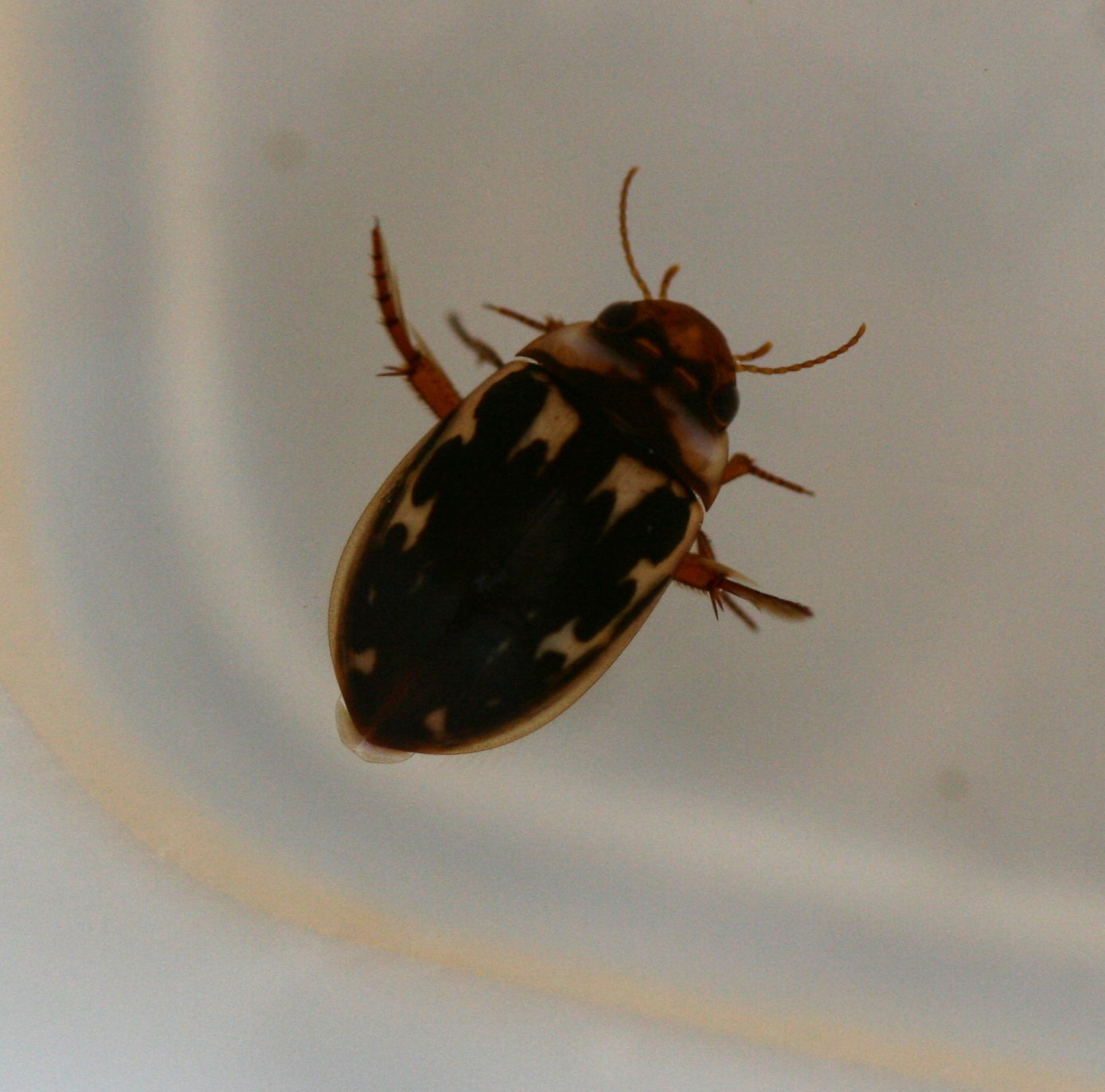